# In My Room
Pour l’article homonyme, voir In My Room (film).
Singles de The Beach Boys
Surfer Girl
(1963) Little Saint Nick
(1964)
In My Room est une chanson du groupe américain Beach Boys extraite de leur album Surfer Girl paru en septembre 1963.
Publiée sur la face B du single Be True to Your School sorti (sous le label Capitol Records) en octobre de la même année, la chanson a atteint la 23e place du Hot 100 du magazine musical américain Billboard. (Be True to Your School a atteint la 6e place.)
En 1999, In My Room a reçu le Grammy Hall of Fame Award.
En 2004, Rolling Stone a classé cette chanson, dans la version originale des Beach Boys, 209e sur la liste des « 500 plus grandes chansons de tous les temps ». (En 2010, le magazine rock américain a mis à jour sa liste, maintenant la chanson est 212e.)

## Composition
La chanson a été écrite par Brian Wilson et Gary Usher. L'enregistrement des Beach Boys a été produit par Brian Wilson.